# Символічна могила Борцям за волю України (Товстеньке)
Символічна могила Борцям за волю України — український пам'ятник у селі Товстенькому Колиндянської громади Чортківського району Тернопільської области України.
Перший в Галичині пам'ятний знак Українським Січовим Стрільцям та воїнам Української Галицької Армії.

## Історія
У 1920 році о. Іван Блавацький разом з однодумцями ініціював насип символічної могили у пам'ять про полеглих у Першій світовій війні. Священник прийшов старости і просить від імені всієї громади дозволу поставити хрест на площі при дорозі, не згадуючи, яка є у нього ціль. А той йому відповів: «Прошу дуже, адже ми християни-католики».
Насипала могилу день і ніч молодь та старші люди. Разом із ковалем Михайлом Прокоповичем та його синами Іваном та Мар'яном зроблено план, щоб із залізних штабок, якими оббивали окопи, поставити великий хрест на високій могилі. У короткий період на 8-метровій могилі постав величавий хрест вистою 10 метрів.
Польській владі залишалося лише спостерігати за діями людей. Мармурову таблицю, на якій були слова: «Борітеся, поборете, вам Бог помагає», не дозволили встановити на могилі. Люди закопали її глибоко в землю.
20 червня 1921 року могилу освятили 17 священників, які прибула аж з трьох повітів. Були навіть представники зі Львова. Першим слово мав парох з Босирів о. Северин Матковський.
Щороку під час польської окупації на Зелені свята пам'ятка ставала центром маніфестів українського населення довколишніх сіл. Також на в ці святкові дні була традиція йти від храму з процесією до могили, яку прикрашали вінками.
У 1940 році вперше за час існування могили ніхто зі священників не вийшов походом із храму, адже це був час більшовицької влади. Проте народ, вийшовши з церкви, без хоругв попрямував до могили. Біля неї вклякнули і виконали пісню «Боже великий». Одразу із Пробіжної прибув відділ енкаведистів і шукав організаторів цього дійства, але так, і не знайшов. Цього ж року совіти частково знищили пам'ятку.
За кілька років до незалежності України, у 1989 році, пам'ятка була цілковито знищена. 4 вересня 1990 року на домагання громади села могилу відновлено майже на тому ж місці.
15 серпня 2021 року урочисто відзначено її 100-річчя.

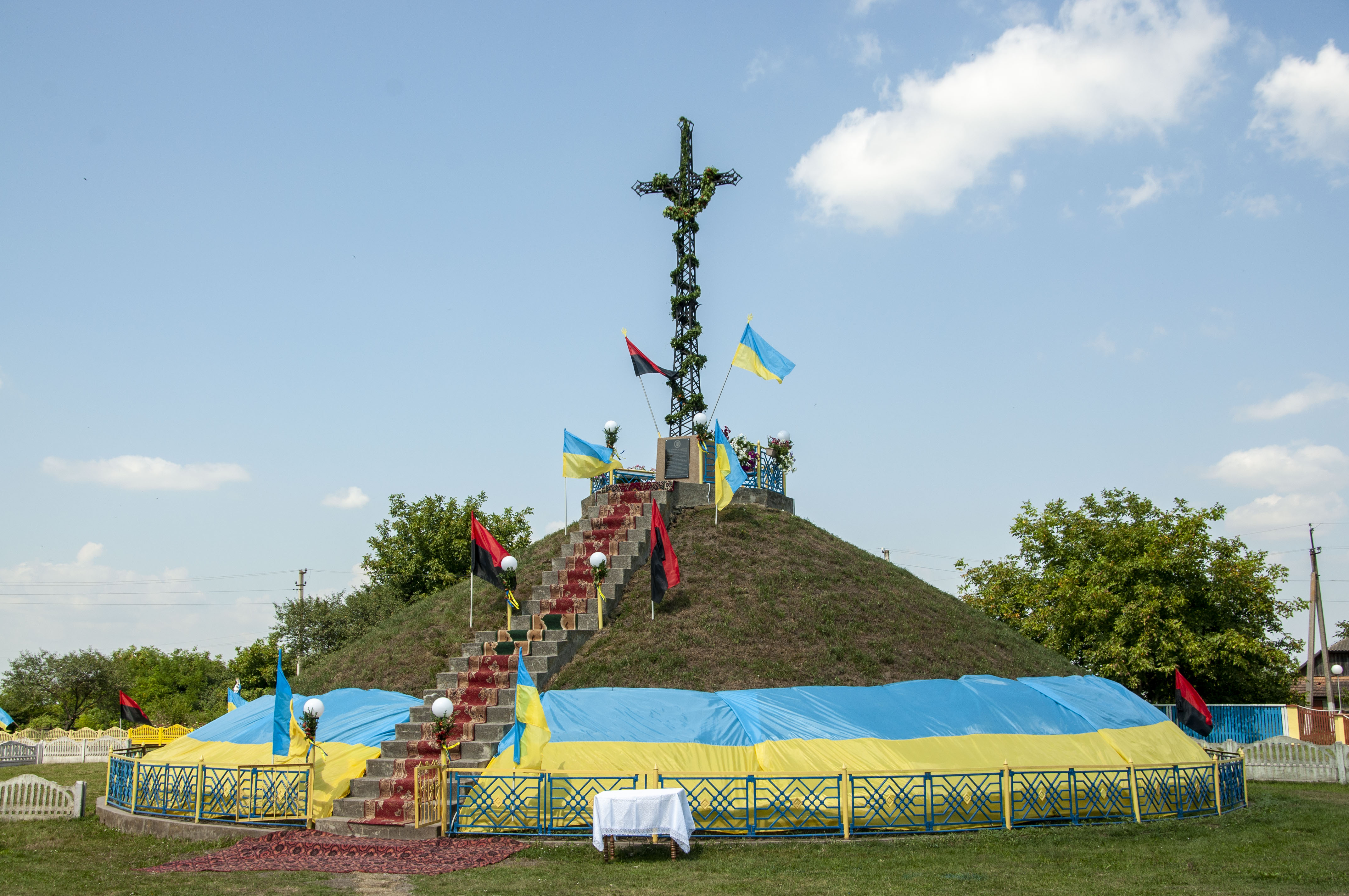
Могила в день урочистостей
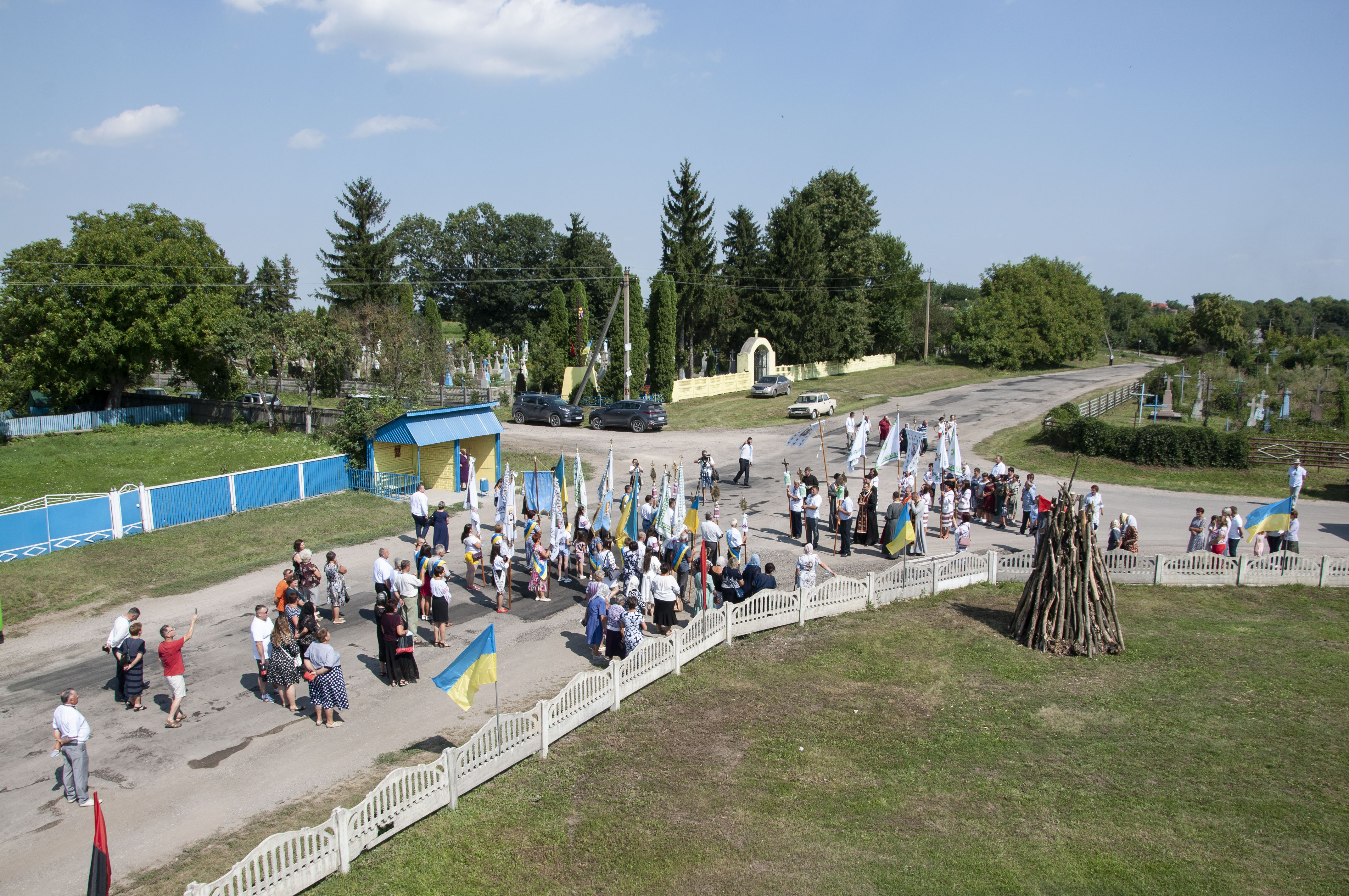
Молодіжна хода
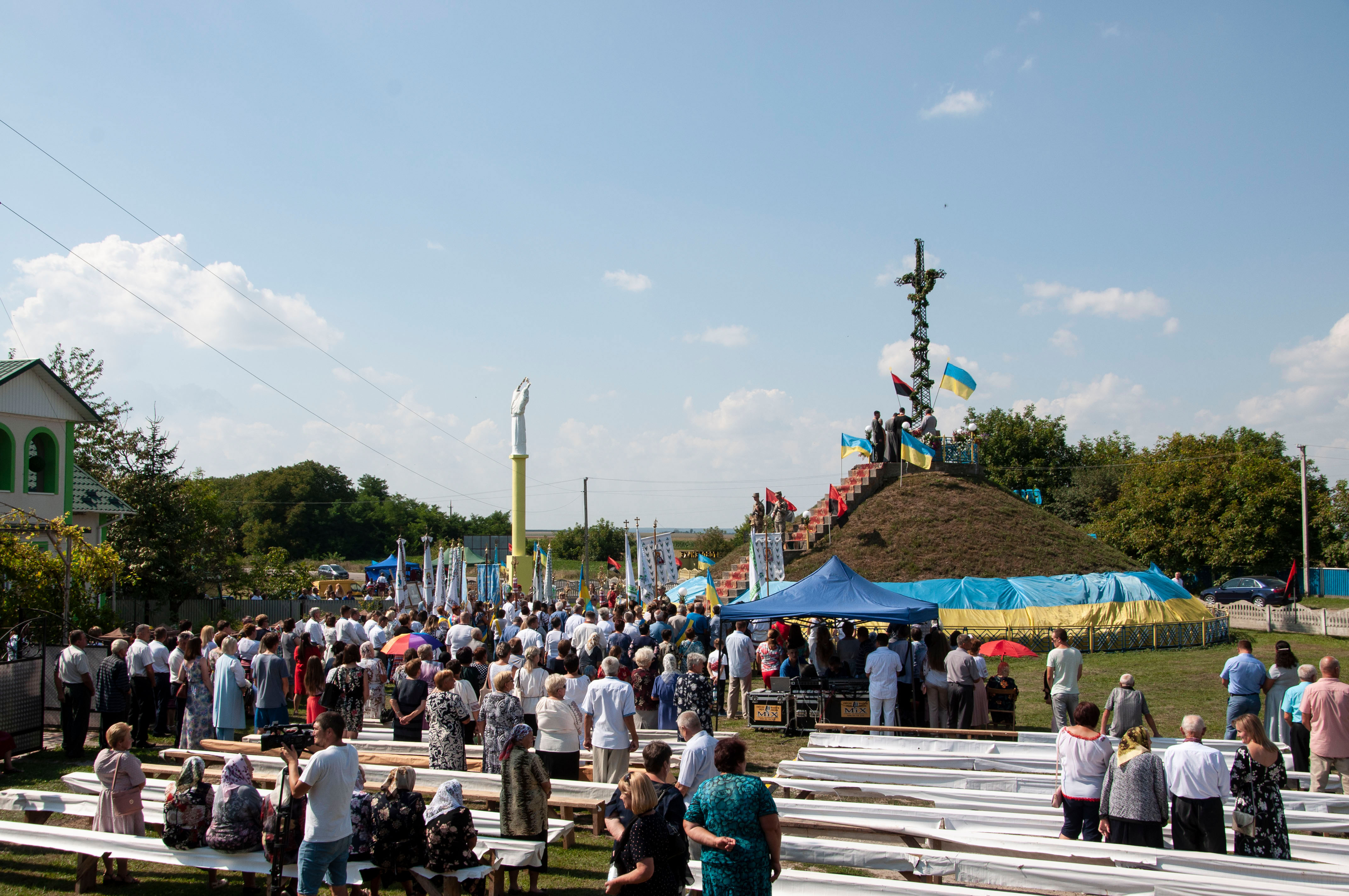
Панахида
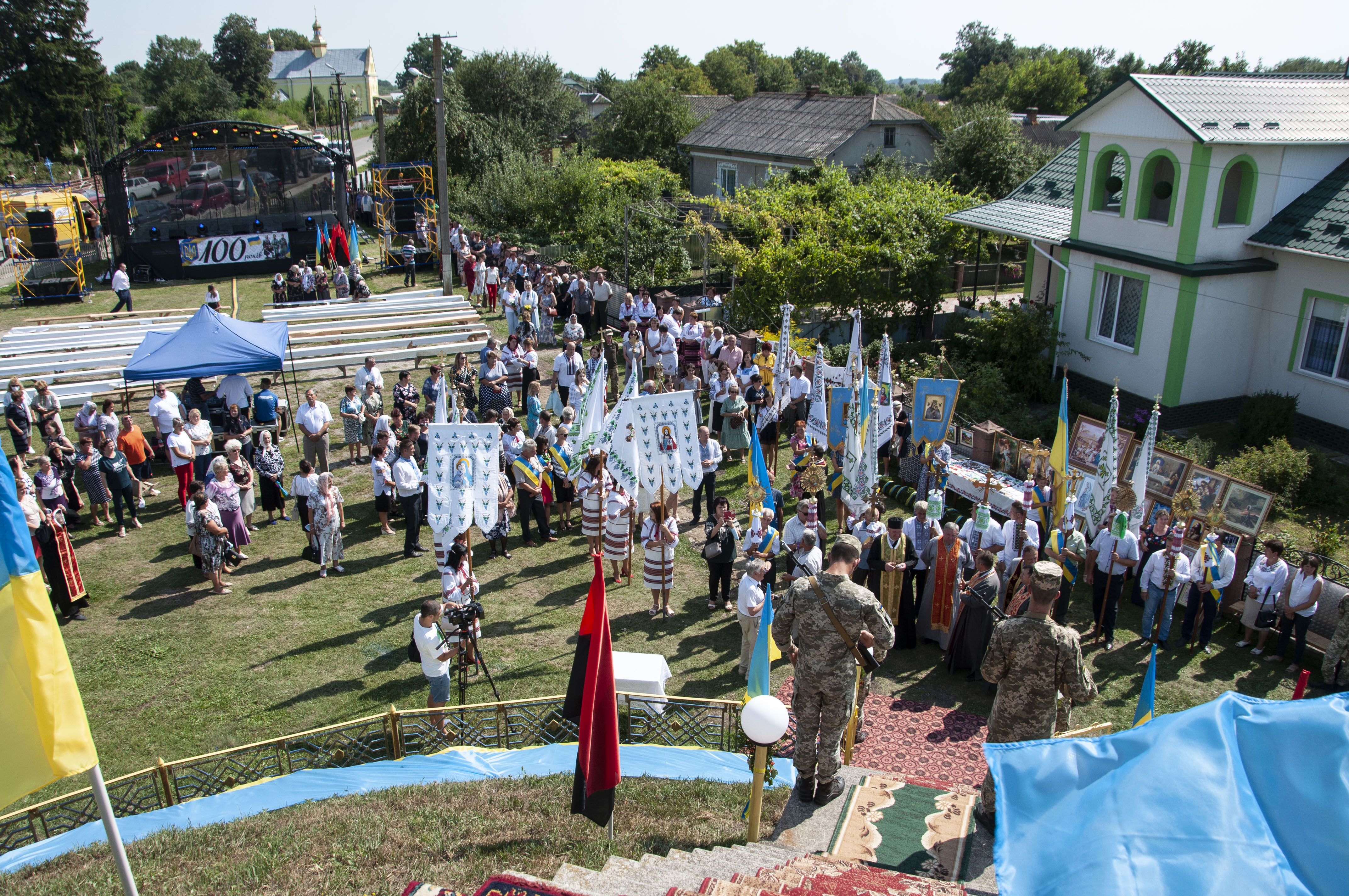
Панахида
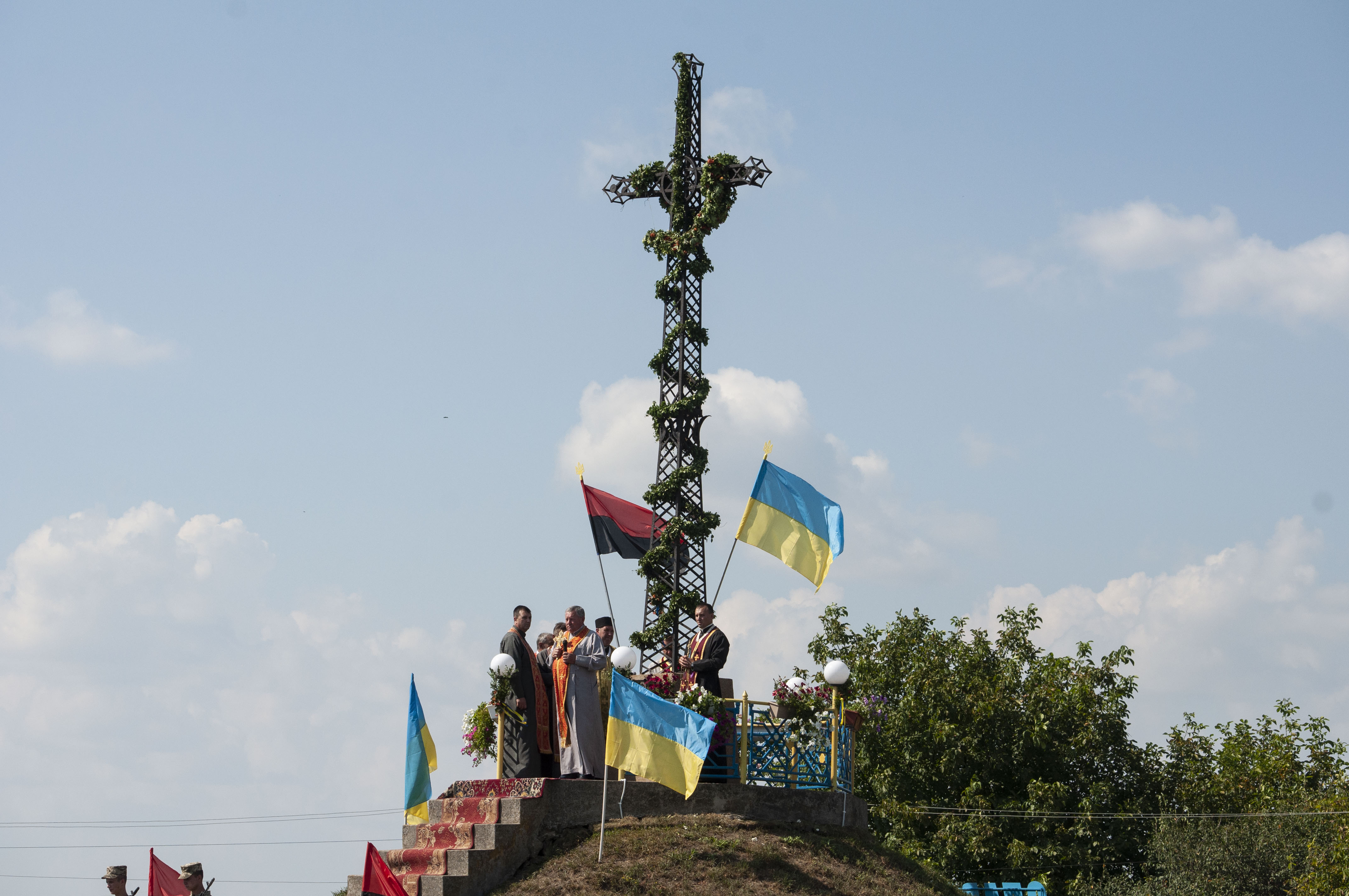
Панахида
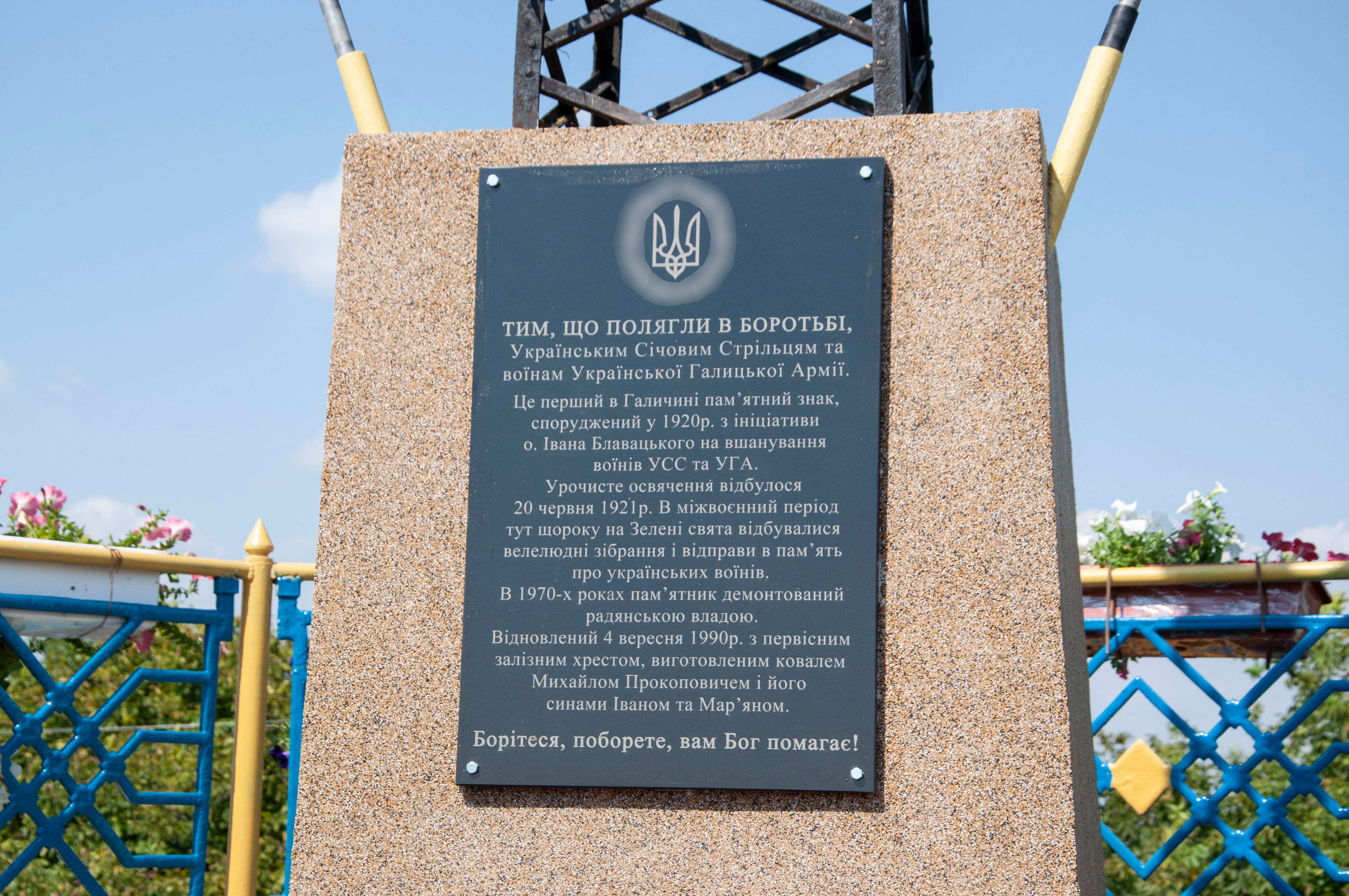
Меморіальна дошка, яку встановили на могилі з нагоди її 100-річчя